# Condado de LaRue
El condado de LaRue (en inglés: LaRue County), fundado en 1843, es uno de 120 condados del estado estadounidense de Kentucky. En el año 2000, el condado tenía una población de 13,373 habitantes y una densidad poblacional de 20 personas por km². La sede del condado es Hodgenville.

## Geografía
Según la Oficina del Censo, el condado tiene un área total de 683 km² (263,7 mi²), de la cual 682 km² (263,3 mi²) es tierra y 21 km² (8,1 mi²) (0.20%) es agua.

### Condados adyacentes
- Condado de Nelson (noreste)
- Condado de Marion (este)
- Condado de Taylor (sureste)
- Condado de Green (sur)
- Condado de Hart (suroeste)
- Condado de Hardin (noroeste)

## Demografía
Según la Oficina del Censo en 2000, los ingresos medios por hogar en el condado eran de $32,056, y los ingresos medios por familia eran $37,786. Los hombres tenían unos ingresos medios de $30,907 frente a los $20,091 para las mujeres. La renta per cápita para el condado era de $15,865. Alrededor del 12.60% de la población estaban por debajo del umbral de pobreza.

## Localidades
- Athertonville
- Buffalo
- Hodgenville
- Lyons
- Magnolia
- Mt. Sherman
- Tonieville
- Upton - (Parcialmente en el Condado de Hardin)